# C・W・ニコル
クライヴ・ウィリアム・ニコル（Clive William Nicol, MBE、1940年7月17日 - 2020年4月3日）は、ウェールズ生まれの日本の作家、環境保護活動家。キラメッセ室戸鯨館名誉館長。血液型AB型。
妻は、作曲家で日本画家のニコル麻莉子（1980年に結婚）。1995年に日本国籍を取得し、本人の言によれば「ウェールズ系日本人」。日本における戸籍名はニコル シーダブリュー。

## 経歴

### 少年時代 - 青年時代
ウェールズの首都カーディフの西方にある町ニースに生まれる。母はイングランドに憧れたウェールズ人。母方の祖父である元炭鉱労働者のジョージ・ライスを尊敬している。
自身のエッセイによると、ライス家はケルト化したノルマン系の家系だという。幼い頃に、やはりノルマン系イングランド人の軍人であった実父が太平洋戦争中にシンガポールで日本陸軍の捕虜となって処刑され、母とイングランド東南部のイプスウィッチに住んでいた。当時はナチスドイツの空軍の空襲に怯えていたと懐古している。
10歳で母親が再婚、12歳でその養父の紹介でSea cadets（海洋少年団に類似した団体）を知り、13歳でチェルトナムへ転校。海洋少年団の教官から柔術を教わり、その勧めでチェルトナムYMCAの柔道クラブに入部、14歳のときイギリス柔道の父と呼ばれる小泉軍治を知り衝撃を受ける。
母の再婚時にその相手である、スコットランドのスカイ島生まれのイギリス海軍士官、ジェームス・ネルソン・ニコルの養子となってニコル姓（ニコル家もやはりケルト化したノルマン系スコットランド人という）となる。その後、異父弟のエルウィン・ジェームス・ニコルが誕生した。この頃に祖父から様々なことを教わり、自然を初めとして、生物・植物・宗教・歴史・哲学・音楽などを学び、また祖父に連れられて狩りを覚えた。
小学校に入学した時には病弱で体も小さかったため、同級生に苛烈ないじめを受けた。また、教師から理不尽な体罰を繰り返して受けたため、学校嫌いになった。男子校の文化では告げ口は卑怯なことと考えられていたため、いじめの助けを求められなかった。ニコルは死のうとは思わなかったが、その代わりに相手を刺した。相手は腹の右側をかすり、警察沙汰になり学校が移転するほどの大事件となった。だが、それがきっかけでようやくいじめが明らかになり、ニコル少年が咎められることはなかった。同時に義理の叔父である元軍人のグウィン（母の妹である叔母オリーヴの夫）からも「軟弱な小僧」と嘲笑され、激怒した祖父のジョージはグウィンと対決を繰り返した。これがきっかけでニコルは叔父に復讐するため格闘技に興味を示した。
ある時に、臨終間際の自分の愛犬のことで、イングランド国教会の牧師に「僕の犬は天国に召されますか?」と訊いた。牧師は「魂がない犬ごときは天には召される資格はない」と言い、それに反論したニコルは怒った牧師に殴られた。
そんな少年時代の過酷な環境の中で、ニコルは自然、動植物と触れ合うことで癒しを見出していった。
初等教育期の学習障害を克服し、名門進学校のグラマー・スクールに進学、ここで後輩のブライアン・ジョーンズと出会う。14歳の時に生物学教師であったピーター・ドライヴァーに出会い、さまざまな影響を受ける。柔道と格闘技を始め、ピーターもその影響を受けた。15歳の時に交換留学生としてフランス中西南部アキテーヌ地方のボルドーにあるガロンヌ川付近のある村に住んだことがある。
大学院で生物学の博士号を取得するために教員を辞職したピーターの誘いを受け、高校を卒業後、反対する両親に無断でカナダに渡り、17歳でピーターとともに極地探検を行い、数次にわたる極地探検で、カナダのイヌイットと一緒に暮らすなど交流の経験を繰り返した。翌年も北極圏探検調査に参加したのちカナダから帰国し、両親の説得にしぶしぶ応じて、チェルトナムの教員養成（師範）大学であるセントポール教育大学に進学した。だが教員になる気のなかったニコルは19歳の1959年に'Nic Devito'というリングネームでプロレスラーのアルバイトに専念した。
ニコルが20歳のときに、祖父ジョージが祖母の後を追って他界する。ライス家の財産相続に関して叔父のグウィンと揉め事を起こし、叔父がニコルに殴りかかったので、既に屈強な体格を持っていたニコルは叔父の顎を強烈に蹴り返した（そのために叔父は脳震盪の後遺症が残った）。彼はそれまでの怒りを爆発させ、「俺はあんたが死んだら、必ずあんたの墓標に小便を引っかけてやるからな! 憶えとけ」と言い残して、グウィンの息子である従弟のエドウィン（後にオーストラリアに移住）と一緒に故郷のウェールズを立ち去り、それ以降30年以上戻らなかった（しばらくして叔母が病で亡くなり、叔父は再婚しライス家の全財産を売却した）。ニコルが20歳の時の出来事である。ニコルはこの叔父に対して「僕は今まであんなに人を憎んだことはなかった。叔父は僕の良き思い出のウェールズを滅茶苦茶にしてしまった許し難い存在だ。しかし、僕の叔父に対する憎しみは僕をタフにする作用も働いた。何ともいえない皮肉だね」と述べている。
間もなくフィールドワーカーとなる夢を果すために大学を中退、ウェールズの南のブリストル海峡にあるランディ島(Lundy)で恋人と暮らしたが、破局したために再び極地調査のスタッフの道を選ぶ。
デヴォン島での越冬調査があるのを知り、カナダに戻って北米北極協会で助手として働き、それで得た6,000カナダドルを元手に22歳で空手を学ぶため日本行きを決心する。

### 世界中を駆け巡る、そして日本へ
その後、再びカナダで水産調査局や環境保護局での技官などを歴任し、1962年に空手道を学ぶために来日した。この頃、ラボ教育センターの前身のテックで英会話を教える。
空手初段を習得後カナダに戻り、モントリオールの漁業調査局の北極圏生物ステーションで海洋哺乳類調査官となり、バンクーバー島やノバスコシア州で調査捕鯨の仕事に従事した。1966年から日本の極洋捕鯨（現・極洋）がニューファンドランド島で捕鯨を実施した際には、カナダ政府の監督官として捕鯨船に数週間乗船し、この時の経験が「C.W.ニコルの海洋記」「庄司船長と五木の子守唄」の題材となった。調査官は2年ほどで辞め、イヌイットと暮らしたり北極圏でアザラシ観察に出かけたりしたのち、エチオピアのシミエン国立公園の猟区管理人となり、野生動物保護省の狩猟区管理官を務め、密猟者との戦いも過酷を極めた。
その後エチオピアを去って再来日、日本大学で日本語および水産学を学ぶ。この来日期間中に日本人女性と最初の結婚をしている（2人の娘をもうけた後に離婚、長女はカナダ人男性と結婚し、カナダ在住）。この頃、ラボ教育センターのテキストのいくつかを執筆し、谷川雁と知り合う。
再来日から2年後、ウィニペグの淡水協会に雇われ、西方北極圏調査の仕事を得たのち、バンクーバーの環境保護局の緊急対応事務官に昇進する。カナダ国籍を取得した後、1975年、35歳で沖縄国際海洋博覧会のカナダ館副館長として再来日する。翌年母親が58歳で他界した訃報を弟から受けたが、事情があってなかなか帰国ができなかったと本人は語っている。1978年、カナダ政府の官職を辞任し再来日する。捕鯨の物語を書くため、和歌山の太地に1年余生活した。これは、太地の鯨取りの猟師が海での遭難からカナダに渡り、その子供たちにまで及ぶ海に生きる男たちを描いた『勇魚（いさな）』の参考となった。
1979年には「ニックとともだち」として出場して歌った「りんごの木にかくれんぼ」（C. W. Nicol作詩／大蔵真弥作曲、子供服のCM曲として使われた）が、第17回ヤマハポピュラーソングコンテストつま恋本選会で入賞している。この「りんごの木にかくれんぼ」は1991年にファンハウスからCDシングルとして発売され、EMIミュージック・ジャパンから発売されたアルバム『Sail Down the River』にも収録されている。
その後、現在の妻となるニコル麻莉子に出会い（後に末娘をもうける）、親友の谷川雁の紹介で1980年に、谷川が創設したラボ教育センターの拠点であるラボランドのある長野県黒姫山の麓に居所を定める。ラボ教育センターの分裂時は谷川と行動をともにし、谷川が創設した「十代の会」「ものがたり文化の会」に参加・協力している。
1981年、第6回創作テレビドラマ大賞に「日時計」で佳作受賞した。バーナード・リーチと深い交流があった、日本の孤独な老人とニコルとの交際をもとにした話であり、のちに「バーナード・リーチの日時計」題して体験エッセイとして発表した。
以降、亡くなるまで作家活動を続けた。また、自然環境の保護活動でも知られ、1986年、長野県黒姫高原の荒れた里山の一部を購入し「アファンの森」と自ら名づけ、親友で専門家の松木信義と共に里山の再生運動を展開し、エコツーリズムを実践する。ナチュラリストとして高名である。
1995年に念願の日本への帰化を果たし、同時に英国籍とカナダ籍から除籍されたという。小説『風を見た少年』（講談社）は、2000年に大森一樹監督でアニメ映画化された。2002年、一般財団法人「C.W.ニコル・アファンの森財団」を設立。
2005年10月28日に英国政府から日英関係発展に寄与した功績で、名誉大英勲章5位（MBE）を贈られた。2007年2月には大分県内で開催された日本教職員組合の教育研究全国集会の全体集会で「森を育むもの」と題して講演を行った。
2011年の東日本大震災の年に、宮城県東松島市の住人をアファンの森に招待したことがきっかけで、東松島市立宮野森小学校の創設を支援した。
2016年6月6日に、公務でアファンの森を訪れた明仁天皇と美智子皇后の散策の案内役をつとめた。翌月に天皇が譲位の意向を示すと、ニコルは「天皇陛下にかけていただいた言葉は一言も忘れない。自然に包まれた両陛下はお幸せそうだった。退位されて体を休め、お好きなことができるのなら、私も日本人としてうれしい。愛し、尊敬していきたい」と述べている。同年末に直腸がんを患って、東京の病院で手術を受け、2ヶ月におよぶ入院生活を経て、2017年2月7日に退院した。
2020年4月3日に長野市の病院で直腸がんにより死去。79歳没。

## 人物
ニコルは日本の捕鯨史を学んだ関係で、日本の食文化・漁業文化・生活文化を守る必要性から捕鯨容認論者であり、信頼できるデータが揃い、きちんとした形で行うならば、捕鯨も構わないとしていた。反捕鯨国で占められている国際捕鯨委員会やグリーンピースやシーシェパードの活動に対して苦言を呈している。同時に、捕鯨問題が人種問題であるという点に関しては否定している。ただし、晩年はグリーンピースとは和解しており、グリーンピース・ジャパンとは友好関係にあるという。また日本の沿岸捕鯨に関するデータが信憑性に欠けると考え、2007年時点で「日本の捕鯨を全面的に支援する立場にはない」とも語っている。
ニコル本人も環境問題に取り組んでいたが、政治自体には興味がないと、エッセイで述べている。その一方、2005年東京都議会議員選挙では鳩山邦夫の息子、鳩山太郎を支援した。
ネズミ嫌いとして有名でもある。
「ファッショナブル」という言葉を好まない傾向にある。
ミュージシャンとしても活動しており、2枚のアルバムがあり、またNHK「みんなのうた」への楽曲提供もある。

## 主要な委員就任経歴
- 国際松濤館空手道連盟顧問（1993年 - ）
- 財団法人屋久島環境文化財団特別顧問（1993年 - ）
- 内閣官房「21世紀地球環境懇談会」委員（1994年）
- 学校法人東京環境工科学園理事・実習場長（1995年 - ）
- 内閣官房「子どもの未来と世界について考える懇談会」委員（1997年）
- 内閣府「未来生活懇談会」委員（2002年）
- 東京都 エコツーリズム･サポート会議委員（2003年 - ）
- 環境省 エコツーリズム推進会議委員（2003年 - ）
- 東京都「花粉の少ない森つくり委員会」委員（2004年 - ）
- 京都大学フィールド科学教育センター社会連携教授（2005年 - ）
- 国際森林年国内委員会委員（2010年）に任命される[29]。
- 長野県森林大使（2011年 - ）
- 林野庁・木材ポイント大使（2014年）
- エチオピア・シミエン山岳国立公園（世界自然遺産）親善大使（2014年）

## 主要な著作
- たぬき（TANUKI、作・英語：C. W. Nicol、日本語：定村忠士、音楽：林光、絵：梶山俊夫、ラボ教育センター、1970年）[30]
- すてきなワフ家（The Wonderful Wuffs、作・英語：C. W. Nicol、音楽：嵐野英彦、絵：永田竹丸、ラボ教育センター、1970年）[31]
- ゴロヒゲ平左衛門・ノミの仇討ち（The Unusual Revenge of GOROHIGE HEIZAEMON、作・英語：C.W.ニコル、日本語：定村忠士、音楽：田中正史／斎藤恒夫、絵：井上洋介、ラボ教育センター、1971年）[32]
- C.W.ニコルのフォークソング（There Were Singing Folk　作・構成: C. W. ニコル、ラボ教育センター、1971年）[33]
- From the Roof of Africa (Knopf 1972年）[34]
- Moving Zen: One Mans Journey to the Heart of Karate （The Bodley Head Ltd　 1975）[35]
- ドゥリトル先生 海をゆく（The Voyages Of Doctor Dolittle　再話：C.W.ニコル、音楽：佐藤允彦、絵：靉嘔、ラボ教育センター、1977年）[36]
- 国生み（The Birth of Land、英語: C.W.ニコル／再話:らくだ・こぶに、音楽：間宮芳生、絵：高松次郎、ラボ教育センター、1979年）[37]
- ティキシィ （松田銑、藁科れい訳 角川書店 1979年 のち文庫）
- りんごの花さく湖 （五木寛之訳 偕成社 1980年）
- 冒険家の食卓 （松田銑訳 角川書店 1981年 のち文庫）
- 冒険家の森〜サバイバル技術教書〜 （田渕義雄訳 クロスロード 1982年）
- バーナード・リーチの日時計 青春の世界武者修行 （松田銑訳 角川選書 1982年）
- ぼくのワイルド・ライフ （竹内和世訳 クロスロード 1983年　のち集英社文庫）
- 北極探険十二回 （竹内和世訳 潮出版社 1984年 のち新潮文庫）
- C.W.ニコルの青春記 1 - 2 （竹内和世訳 集英社 1984年 - 1985年 のち文庫）
- 開高健とC.W.ニコルの野性の呼び声 （集英社 1984年 のち文庫）
- 風を見た少年（クロスロード、1984年 のち講談社文庫 ISBN 4-906125-08-5）
- ザ・ウィスキーキャット （松田銑訳 講談社 1984年 のち文庫ISBN 4-06-201651-6）
- 野性との対話 海の幸・山の幸と共に （蔵野勇訳 講談社現代新書 1985年）
- 小さな反逆者 （鈴木晶訳 福音館書店 1985年 のち講談社文庫 ISBN 4-8340-0394-9）
- ユニコーンとレプラコーン （文研出版（文研子どもランド 1986年）
- おっとっと!チョコチョコくん （藁科れい訳 文研出版 1986年）
- C.W.ニコルの自然記　森と山からのメッセージ （竹内和世ほか訳 実日新書 1986年 のち講談社文庫 ISBN 4-408-30085-3）
- 私のニッポン武者修業 （松田銑訳 角川選書 1986年）
- 勇魚 （村上博基訳 文藝春秋 1987年 のち文庫　ISBN 4-16-309540-3 / ISBN 4-16-309550-0）
- C.W.ニコルの海洋記 くじらと鯨捕りの詩 （竹内和世、宮崎一老訳 実日新書 1987年 のち講談社文庫）
- C.W.ニコルの旅行記 わが地球に-乾杯! （竹内和世、蔵野勇訳 実日新書 1987年 のち講談社文庫）
- C.W.ニコルのいただきます （竹内和世訳 小学館 1987年 のちライブラリー）
- でっかく遊べ C.W.ニコル・柘植久慶の冒険対談 （原書房 1987年）
- C.W.ニコルのわたしの自然日記 （竹内和世訳 講談社 1988年 『C.W.ニコルの自然生活』文庫）
- C.W.ニコルの野性記 生きることそれは冒険 （竹内和世訳 実日新書 1988年）
- 森からの警告 畑正憲vs.C.W.ニコル対談集 （CBS・ソニー出版 1989年）
- Tree （竹内和世訳 徳間書店 1989年 のちアニメージュ文庫）
- 白河馬物語 （村上博基訳 文藝春秋 1989年 のち文庫）
- C.W.ニコルの黒姫日記 （竹内和世訳 講談社 1989年 のち文庫）
- C.W.ニコルのおいしい博物誌 1 - 2 （対談集 清水弘文堂 1989年-1990年）
- C.W.ニコルの森と海からの手紙 （竹内和世訳 講談社 1990年 のち文庫）
- C.W.ニコルと21人の男たち （竹内和世訳 潮出版社 1990年 のち講談社文庫）
- Forest （竹内和世訳 徳間書店 1991年 のちアニメージュ文庫）
- エコ・テロリスト （竹内和世訳 清水弘文堂 1991年）
- 北極カラスの物語 （森洋子訳 講談社 1991年 のち文庫）
- 魔女の森 （今井宏明訳 講談社 1992年 のち文庫）
- 海の狩人 （日本の伝統捕鯨 樋口英夫対談 平河出版社 1992年）
- C.W.ニコルの黒姫通信 （森洋子訳 講談社 1992年 のち文庫）
- Whisky C.W.ニコルのスコットランド紀行 （森洋子訳 徳間書店 1993年）
- Letters 赤鬼からの便り （森洋子訳 徳間書店 1993年）
- 陸軍少佐夫人 （鈴木晶訳 集英社 1993年）
- Mogus わが友モーガス （竹内和世訳 小学館 1993年）
- 白い雄鹿 （竹内和世訳 講談社文庫 1994年）
- C.W.ニコルの森の時間 （森洋子訳 読売新聞社 1994年 のち中公文庫）
- 帰ってきたtanuki （森洋子訳 実業之日本社 1995年）
- C.W.ニコルのおいしい交友録 （竹内和世訳 清水弘文堂書房 1998年 『C.W.ニコルのアウトドアクッキング』中公文庫）
- 盟約 （村上博基訳　文藝春秋 1999年 のち文庫 ISBN 4-16-363510-6 / ISBN 4-16-363520-3）
- C.W.ニコルの「人生は犬で決まる」 （小学館文庫 1999年）
- 日本まさに荒れなんとす 人を幸福にする「森」と「都市」の思想 （黒川紀章共著 致知出版社 2001年）
- いっときの闇 （太田大八絵 森洋子訳 佼成出版社 2002年）
- 裸のダルシン（小学館 2002年 のち文庫 ISBN 4-09-290331-6）
- 遭敵海域 （村上博基訳 文藝春秋 2002年 のち文庫 ISBN 4-16-321250-7）
- C.W.ニコルのボクが日本人になった理由 今の日本にはじめてやってきたらボクは日本人になっただろうか? （対談 ビオシティ 2002年）
- クリスマスベア （堤江実訳 アートデイズ 2003年）
- しっぽ（アートデイズ 2004年 ISBN 4-86119-025-8）
- 森にいこうよ!（地球絵本）（小学館 2004年 ISBN 4-09-727661-1）
- 魂のレッスン ぼくとモーガン先生の日々 （森洋子訳 日本放送出版協会 2004年）
- 誇り高き日本人でいたい （松田銑、鈴木扶佐子、千葉隆章訳 アートデイズ 2004年 ISBN 4-86119-030-4）
- 特務艦隊 （村上博基訳 文藝春秋 2005年 のち文庫 ISBN 4-16-324000-4） 『勇魚』『盟約』『遭敵海域』『特務艦隊』は連作
- ことばと自然 子どもの未来を拓く （鈴木孝夫共著 アートデイズ 2006年）
- はだかのダルシン（DURSHYN, THE NAKED PRINCE　英語：C.W.ニコル／鈴木小百合、日本語：森洋子／三輪えり花／ラボ教育センター、音楽：Adrian C. Duncan／C.W.ニコル／Cristopher L.Gordon／間宮芳生、 絵:Susan A. Point／Richard Villeneuve／永山裕子、ラボ教育センター、2006年）[38]
- 鯨捕りよ、語れ! （森洋子、栗原紀子訳 アートデイズ 2007年 ISBN 978-4-86119-089-6）
- マザーツリー 母なる樹の物語（静山社 2007年 ISBN 4-915512-62-2）
- わたしの宮沢賢治 賢治との対話（ソレイユ出版 2018年）

## 論文
- 国立情報学研究所収録論文 国立情報学研究所

## CD
- Sail Down the River EMIミュージック・ジャパン (1991/11/20)
- ウィスキー  EMIミュージック・ジャパン  (1993/10/27)

## CM出演
- ニッカウヰスキー「スーパーニッカ」（1982年)
- 三菱自動車工業「デリカスターワゴン」（1986年）
- 味の素「原料訴求　家族　雨」(1986年)[39]
- 日本広告審査機構（1996年）
- G.THawkins「トレッキングブーツ」(1996年) [40]
- 日本ビクター ポケットムービーGR-DV1（1996年）
- サントリー「オランジーナ」(2012年）
- 旭化成ホームズ「へーベルハウス 屋上アウトドアフェア」（2015年）[注釈 4]

## テレビドラマ
- 日時計 NHK 1983/06/24 演出 松橋隆　脚本 安西徹雄 - 原作・出演

## ラジオ
- ニックの地球は友だち（信越放送）

## 映画
- バス (1987)  - 出演
- 宮沢賢治 名作アニメシリーズ　風の又三郎 (1988) -  ナレーター
- 風を見た少年 (2000)　原作

## 関連人物
- 谷川雁
- 開高健
- 植村直己
- 渡辺文雄
- 野田知佑
- 高橋延清
- 金澤弘和
- 中山正敏
- 畑正憲
- ディラン・トマス - 『小さな反逆者』の｢トマスさん｣にエピソードを掲載。
- ブライアン・ジョーンズ - ニコルのグラマースクールの後輩（『C・W・ニコルと21人の男たち』でブライアンのエピソードを掲載）[28]。